# Вулиця Заболотівська (Львів)
Ву́лиця Заболо́тівська — вулиця в Залізничному районі міста Львова, в місцевості Левандівка. Сполучає вулиці Олесницького та Кузнярівку. Нумерація будинків починається від вулиці Олесницького. Вулиця має ґрунтове та частково асфальтове покриття, хідники відсутні.

## Історія
З 1938 року вулиця мала назву Торуня на честь міста Торунь. Під час німецької окупації у 1943—1944 роках — Козняровер Небесґассе. У липні 1944 року повернена первісна назва вулиці — Торуня. 1950 року отримала сучасну назву.

## Забудова
Забудова — одноповерховий конструктивізм 1930-х років, одноповерхова садибна забудова, дво- та триповерхові житлові будинки 2000-х років. Навпроти будинку під № 19 збереглася діюча водорозбірна колонка, встановлена ще у радянські часи.

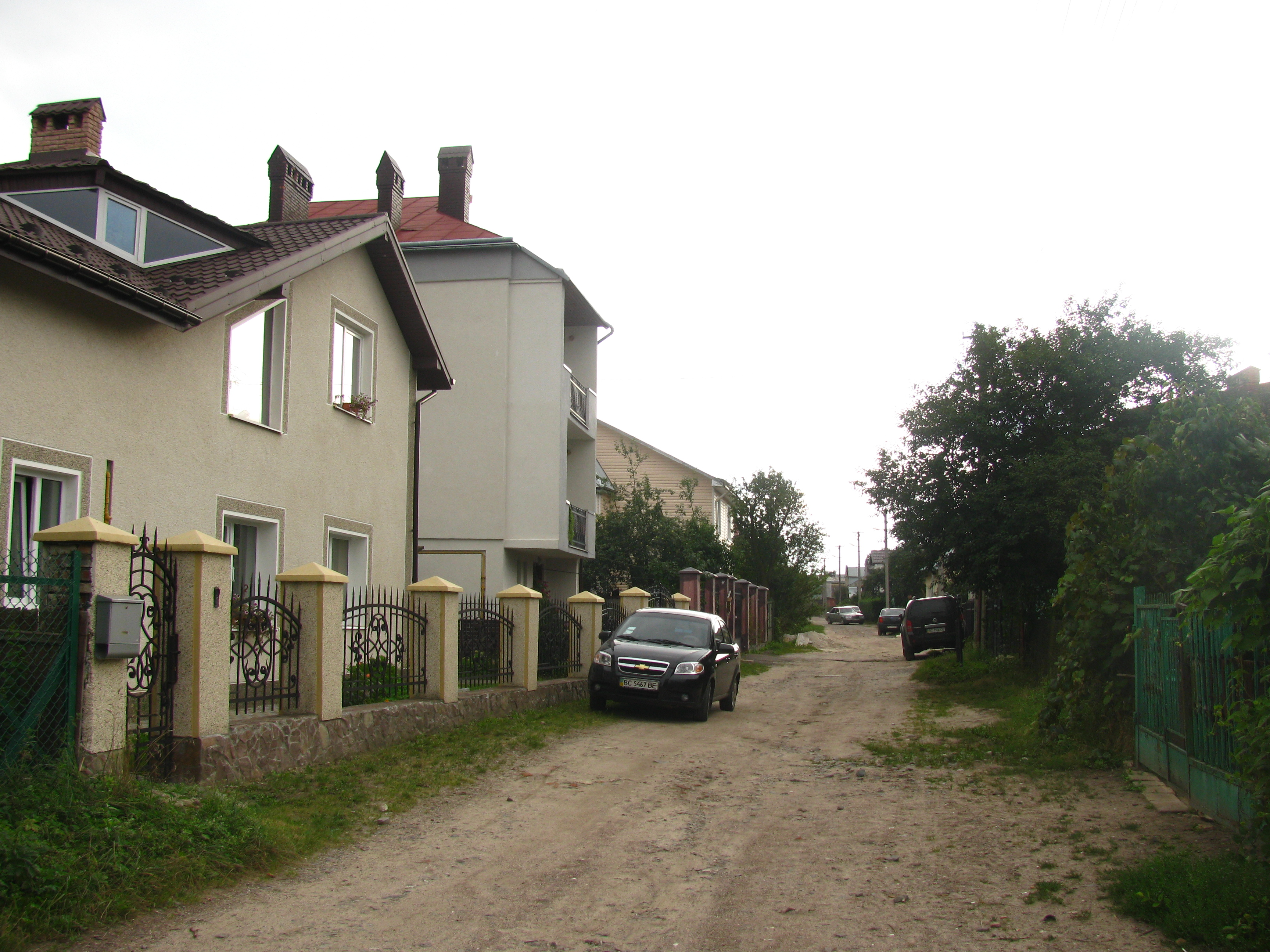
Кінець вулиці
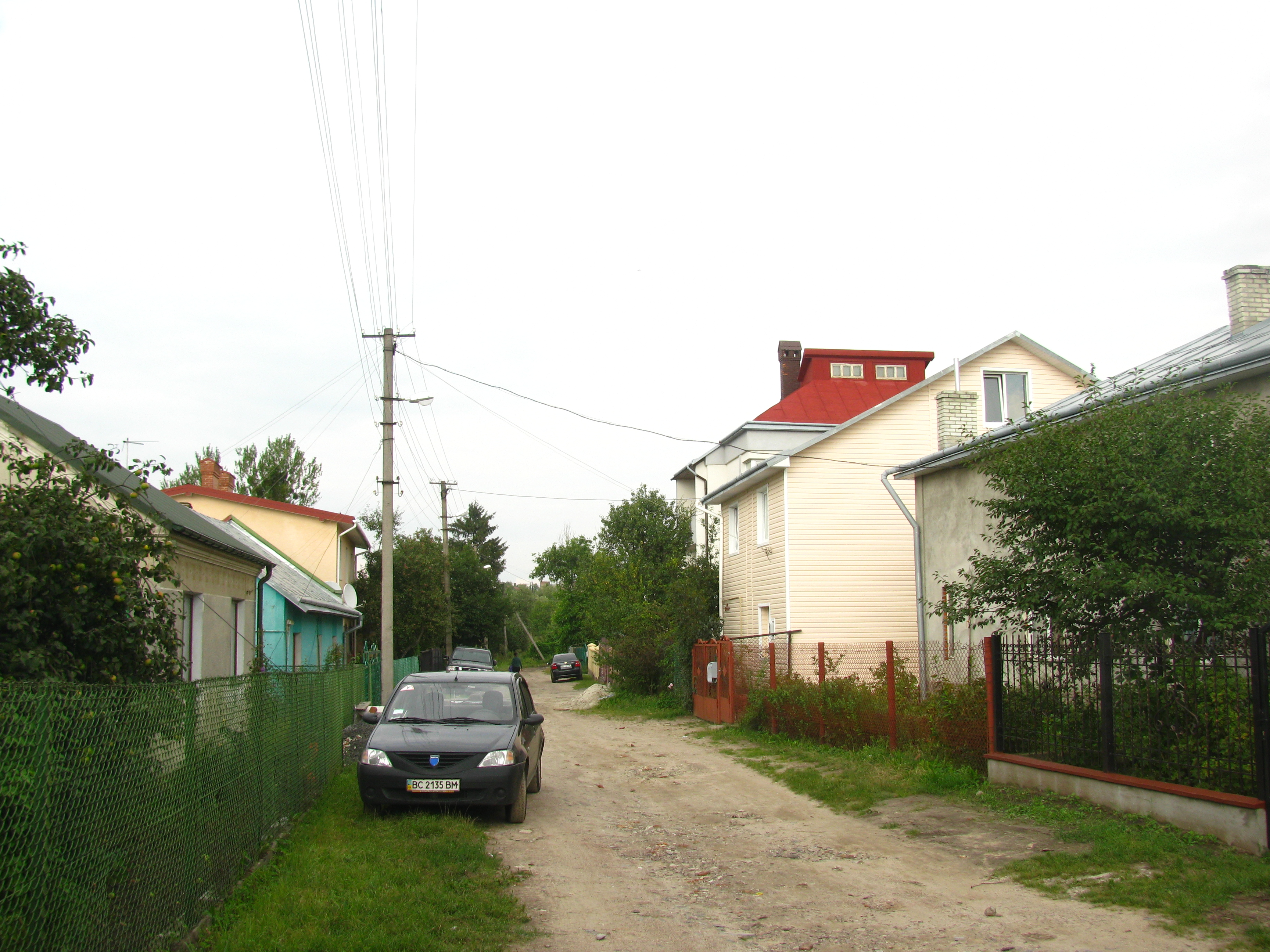
Середня частина вулиці
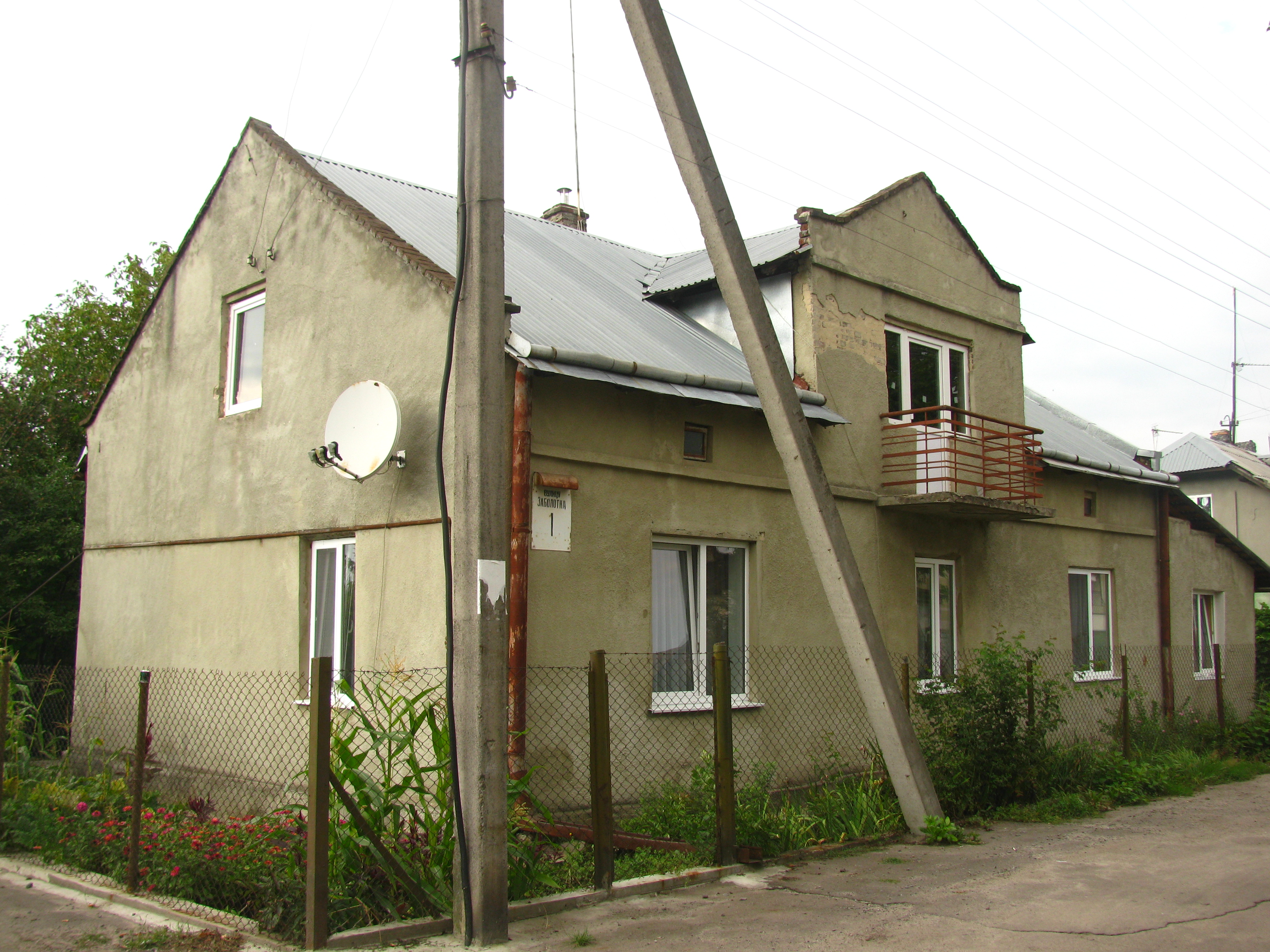
Будинок (вул. Заболотівська, 1)
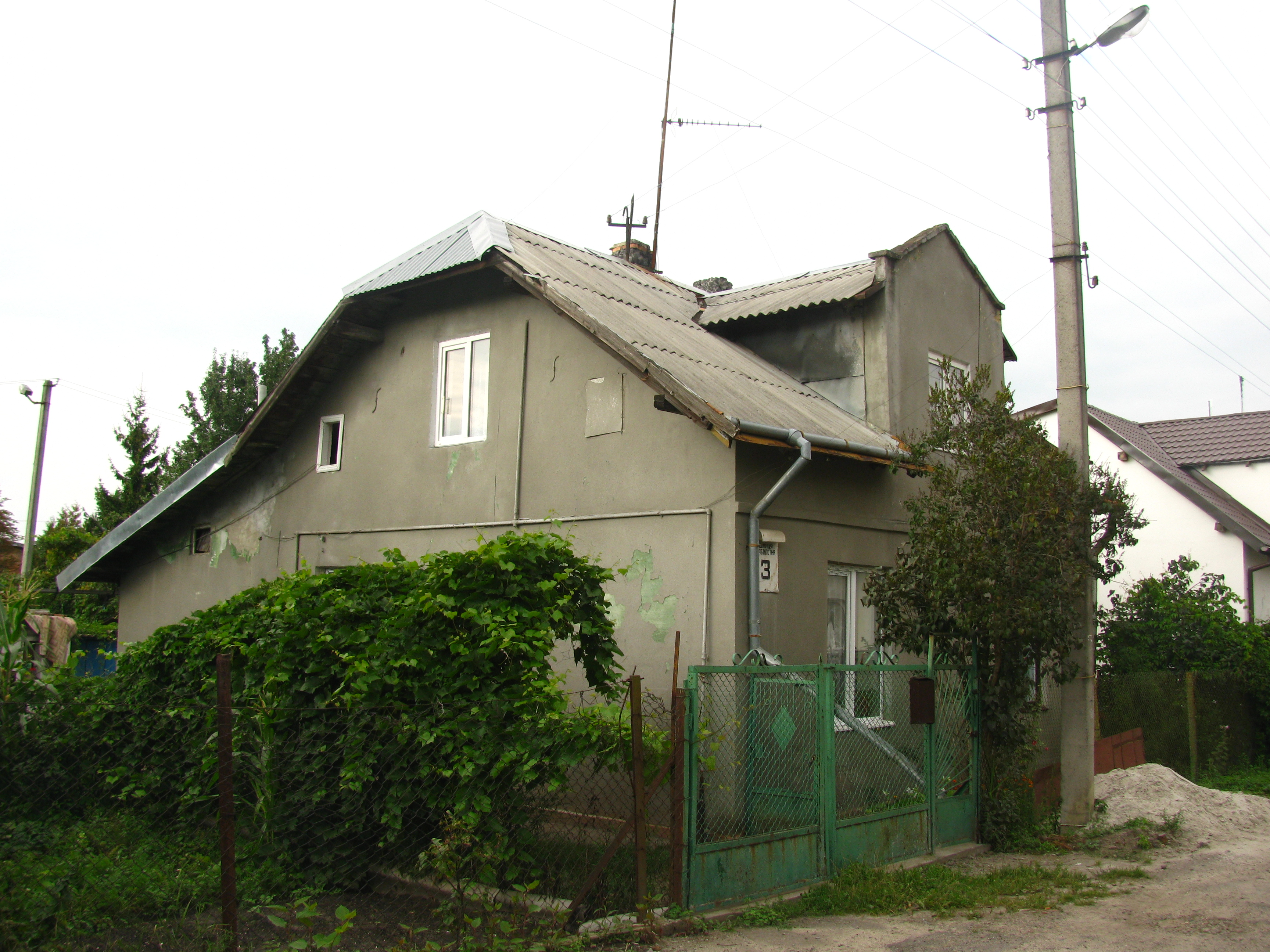
Будинок (вул. Заболотівська, 3)
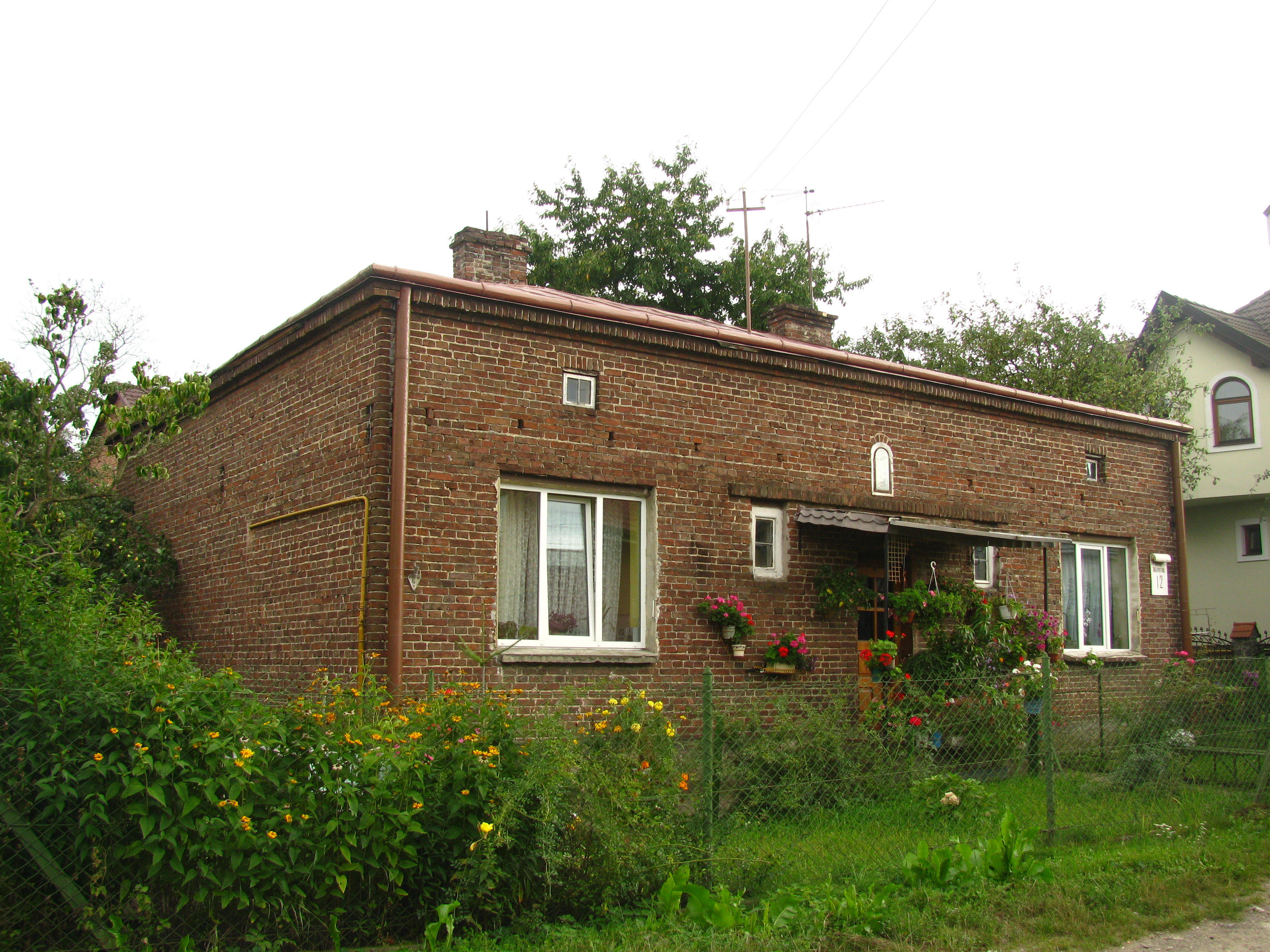
Будинок (вул. Заболотівська, 12)
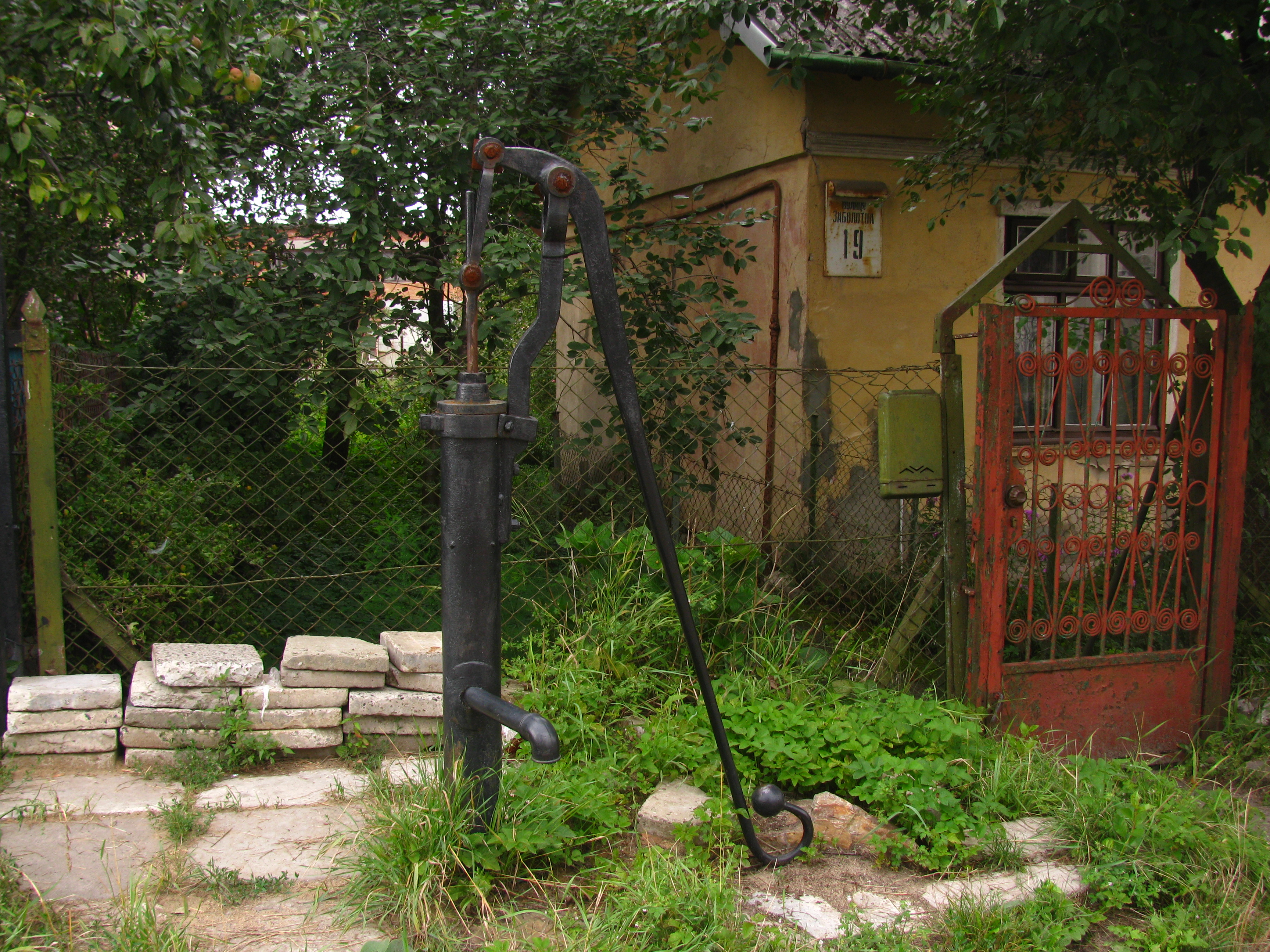
Водорозбірна колонка навпроти будинку № 19